# فالنتين انزكو
فالنتين انزكو (بالألمانية: Valentin Inzko)‏ (ولد في 15 يونيو 1965)، دبلوماسي نمساوي، يشغل منصب الممثل السامي للبوسنة والهرسك منذ 26 مارس 2009. والممثل الخاص للاتحاد الأوروبي.

## شبابه
ولد انزكو في أسرة لغتها الأم السلوفينية، بكلاغنفورت، في كارينثيا، وهي منطقة نمساوية متاخمة لسلوفينيا. والده فالنتين انزكو الأب كان الناشط السياسي والثقافي الشهير للأقلية السلوفينية المحلية. درس فالنتين الابن في مدرسة ثنائية اللغة (الألمانية و السلوفينية). بعد التفوق في مدرسة اللغة السلوفينية في كلاغنفورت، في عام 1967، التحق بجامعة غراتس، حيث درس القانون وفقه اللغة السلافية.  بين عامي 1972 و 1974 في درس الأكاديمية الدبلوماسية في فيينا.

## الممثل السامي الدولي في البوسنة والهرسك
في مارس 2009، أصبح انزكو الممثل السامي السابع للبوسنة والهرسك، ليحل محل الدبلوماسي السلوفاكي ميروسلاف لاجاك. أصبح انزكو السلوفيني الثاني من منطقة كارينثيا الذي يشغل هذا المنصب بعد فولفغانغ بيتريتش، الذي خدم في هذا المنصب من عام 1999 إلى عام 2002. في يونيو 2010، انتخب رئيسا للمجلس الوطني للكارينثيين السلوفينيين.
عدا عن اللغتين السلوفينية والألمانية؛ يجيد انزكو التحدث باللغات الصربية الكرواتية والروسية والتشيكية. كما ترجم العديد من الأعمال لفاتسلاف هافيل في سلوفينيا.

## روابط خارجية
- فالنتين انزكو على موقع مونزينجر (الألمانية)